# Ellen Brusewitz

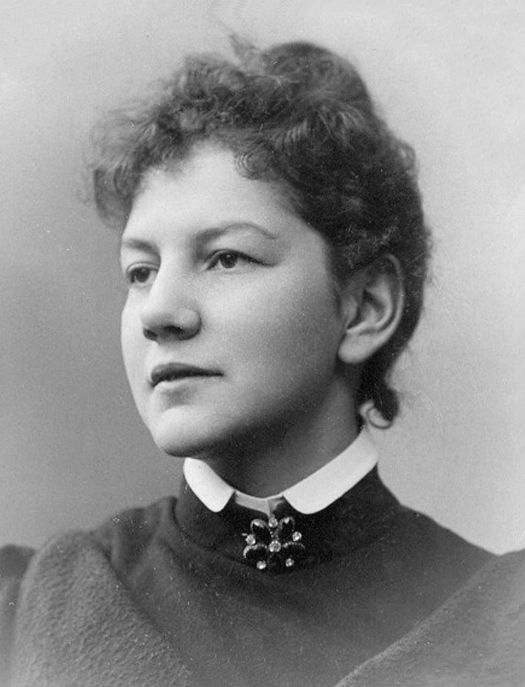
Brusewitz in den 1910er-Jahren

Ellen Maria Brusewitz (* 10. November 1878 in Jönköping als Ellen Maria Holmström; † 17. Mai 1952 in Stockholm) war eine schwedische Tennisspielerin.

## Biografie
Wie die meisten schwedischen Tennisspieler der Spiele 1912 kam auch Ellen Brusewitz vom Tennisclub Kungliga Lawntennisklubben. Sie wuchs mit ihrer Schwester Annie Holmström, die auch in Jönköping geboren wurde, auf und zog später nach Stockholm. Brusewitz nahm 1912 wie ihre Schwester auch am Tenniswettbewerb der Olympischen Sommerspiele in Stockholm teil. Einzig im Rasen-Einzel ging sie an den Start. Dort unterlag sie in ihrem ersten Match ihrer Landsfrau Margareta Cederschiöld mit 6:8 und 6:8. Darüber hinaus sind keine Tennisresultate von ihr bekannt.
Sie hatte 1900 Elis Brusewitz geheiratet und dessen Namen angenommen.